# 암리스빌역
암리스빌역(독일어: Bahnhof Amriswil)은 스위스 투르가우주 암리스빌에 있는 기차역이다. 빈터투어-로만스호른선의 중간 정류장이며, 지역 및 장거리 열차가 운행된다.

## 운행편
2021년 12월 시간표 변경에 따라 암리스빌에서 다음 서비스가 정차한다.
- 인터시티 : 브리크와 로만스호른 사이를 매시간 운행.
- 장크트갈렌 S-반 :
  - S7 : 바인펠덴과 로르샤흐 사이에 매시간 운행
  - S10 : 빌과 로만스호른 사이를 30분 간격으로 운행.